# 民衆史
民衆史（A people's history, or history from below）とは、民衆の歴史について扱う歴史学の一分野。伝統的に歴史叙述の主流は政治外交史であったが、唯物史観やの隆盛に伴い、名も無き民衆の生活や政治的動向に注目が集まり、民衆史の研究が行われるようになった。
リーダーではなく一般の人々の視点から歴史的出来事を説明しようとする一種の歴史的物語。公民権を剥奪された、抑圧された、貧しい人々、非国教徒、そしてそうでなければ限界的なグループに重点が置かれている。この手の史の専門家は通常左側にいて、1960年代の英国の歴史ワークショップ運動のアプローチのように、マルクス主義モデルを念頭に置いている。 

## 西洋史
「下からの歴史」と「人の歴史」
批判

## 日本史
戦後の日本では、マルクス主義の隆盛により、歴史学で階級闘争史観が主流化した。近代主義・市民主義の立場から丸山眞男の日本政治思想史や、大塚久雄の西欧経済史、石母田正の日本古代・中世史が現れた。その中で、高度経済成長による社会変化や、安保闘争の盛り上がり、官主導の「明治百年」祭への反感を受けて、階級闘争の「変革主体」としての民衆に注目が集まり、民衆史が成立していった。
近世から近代への移行期の研究が盛んに行われ、江戸時代の一揆から明治維新の自由民権運動、大正時代の民衆運動までが対象となった。林基、堀江英一、庄司吉之助、津田秀夫、山田忠雄らにより百姓一揆研究が行われ、階級闘争史が成立した。堀江英一は近世の一揆を代表越訴型一揆・惣百姓一揆・世直し一揆という三段階で発展したという堀江シェーマを提起した。その後、青木美智男、犬丸義一らはこれを階級間対立の階級闘争史から国家対民衆の人民闘争史へ発展させた。佐々木潤之介は農民層分解の結果生じた豪農と「半プロ」（貧農）の階級闘争を論じ、世直し騒動や村方騒動の発生している村の状態を総称して「世直し状況」と呼んだ。1970年代に入ると、深谷克己は人民闘争史を近世前期まで遡らせ、佐藤誠朗は明治期まで拡張した。その後百姓一揆の研究は深谷、中島明、横山十四男、藪田貫、増田廣実、川鍋定男らによって行われた。民衆思想史では、色川大吉が「頂点思想家」以外に「地下水脈」として民衆の思想が存在するとし、北村透谷らを扱った『明治精神史』を著し、また千葉卓三郎によって起草された「五日市憲法草案」を発見した。鹿野政直は大正デモクラシーや女性、沖縄の思想を研究した。ひろたまさきは福沢諭吉研究から出発して被差別民研究へ向かった。安丸良夫は日本が近代化する中で困窮した民衆が「通俗道徳」を構築し、それが心学や教派神道などの民衆思想として成立し、まあ「世直し願望」になったとする『日本の近代化と民衆思想』を著した。しかし、マルクス主義の衰退と共に、網野善彦や西洋史の研究者たちは社会史の方向性を切り開いて行き、民衆史はかつての勢いを失った。